# گابریلا وایلد
گابریلا وایلد (به انگلیسی: Gabriella Wilde) (زاده ۸ آوریل ۱۹۸۹) بازیگر و مدل انگلیسی است.
از فیلم‌های معروف او می‌توان به فیلم سه تفنگدار و کری (فیلم ۲۰۱۳) اشاره کرد.

## فیلم‌شناسی
فهرست برخی از فیلم‌هایی که گابریلا وایلد در آنها به ایفای نقش پرداخته‌است:
- سه تفنگدار
- کری
- عشق بی‌پایان
- زن شگفت‌انگیز ۱۹۸۴
- سنت ترینیان ۲
- پولدارک (مجموعه تلویزیونی)